# Oßmannstedter Ausgabe
Oßmannstedter Ausgabe ist die Bezeichnung für die historisch-kritische Gesamtausgabe der Werke Christoph Martin Wielands, die seit den 1990er Jahren erarbeitet wird.

## Konzeption
Die Ausgabe wird chronologisch angelegt, das heißt alle Texte Wielands werden in der Reihenfolge ihrer Erstpublikation präsentiert. Das Wieland-Forschungszentrum beschreibt dies als editorisches Prinzip: „Das Erscheinungsdatum des Erstdrucks entscheidet über die Anordnung von Wielands Werken.“
Anders als bei herkömmlichen Werkausgaben werden alle Texte erfasst, „auch seine Übersetzungen und politischen und literaturkritischen Schriften“.

## Herausgeber und Institutionen
Die Ausgabe wird herausgegeben von Klaus Manger, Hans-Peter Nowitzki und Jan Philipp Reemtsma. Die Arbeitsstelle Wieland-Edition ist an der Friedrich-Schiller-Universität Jena angesiedelt. Die Edition wird von der Deutschen Forschungsgemeinschaft und der Hamburger Stiftung zur Förderung von Wissenschaft und Kultur gefördert.

## Umfang und Erscheinen
Die Gesamtausgabe ist auf 36 Bände angelegt und erscheint bei De Gruyter. Jeder Textband wird durch einen Kommentarband ergänzt.

## Bedeutung
Die Oßmannstedter Ausgabe stellt die erste vollständige Werkausgabe Wielands dar und schließt damit eine Lücke in der deutschen Literaturwissenschaft. Wieland gilt als „Begründer des Bildungsromans sowie als Wegbereiter der Weimarer Klassik“.